# ويليام وايلدمان كامبل
ويليام وايلدمان كامبل هو محامي وسياسي أمريكي، ولد في 2 أبريل 1853 في روتشستر في الولايات المتحدة، وتوفي في 13 أغسطس 1927 في نابوليون في الولايات المتحدة. نشط حزبياً في الحزب الجمهوري. وقد انتخب عضو مجلس النواب الأمريكي ‏.